# Achija
Achija (hebrejsky אחיה, anglicky Ahiya) je izraelská osada neoficiálního charakteru (tzv. outpost) v bloku židovských osad Guš Šilo okolo osady Šilo na Západním břehu Jordánu v Oblastní radě Mate Binjamin.

## Geografie
Nachází se v nadmořské výšce cca 840 metrů na východním okraji centrálního hornatého hřbetu Samařska. Leží cca 32 kilometrů severoseverovýchodně od historického jádra Jeruzalému, cca 21 kilometrů severovýchodně od Ramalláhu a cca 52 kilometrů východně od centra Tel Avivu.
Vesnice je na dopravní síť Západního břehu Jordánu napojena pomocí místní komunikace, která vede k jihu a pak ústí do další místní silnice, která směřuje západním směrem k mateřské osadě Šilo a na východ směrem k silnici číslo 458 (takzvaná Alonova silnice).
Achija leží v hustě osídlené části centrálního Samařska, kde jsou palestinské i židovské obce vzájemně promíseny. V této lokalitě vzniklo od konce 20. století několik menších židovských osad, které vytvářejí souvislý blok rozptýlené zástavby o ploše mnoha kilometrů čtverečních.

## Název
Jméno osady znamená doslova „Bratr či Přítel Hospodina“. Odkazuje taky na jméno biblické postavy Achijáše Šíloského.

## Dějiny
Osada byla založena v měsíci tamuz židovského roku 5757 (červen 1997). Tehdy šlo o jeden mobilní dům. Aktuální webové stránky uvádějí, že v osadě již kromě mobilních obytných domů vyrostlo také pět prvních zděných domů. Obyvatelé vyznávají náboženský sionismus. Vesnice leží v hornaté krajině, obyvatelé rozvíjejí zemědělskou výrobu. Působí zde lis na olivy a vinařství. Většina veřejných služeb se nachází v mateřských osadách Šilo a Švut Rachel. V Achija funguje synagoga, mikve, návštěvnické centrum a je tu postaráno o předškolní péči o děti.
Zpráva organizace Mír nyní z roku 2007 uvádí, že 18,5 % plochy osady stojí na pozemcích v soukromém vlastnictví Palestinců.

## Demografie
Přesně údaje o počtu obyvatel nejsou k dispozici, protože nejde o oficiálně samostatnou obec, byť fakticky má Achija samostatné členství v Oblastní radě Mate Binjamin. Roku 2007 je tu uváděno 48 trvale bydlících obyvatel. Internetový portál Oblastní rady Mate Binjamin zde eviduje už 30 rodin.